# 辛志平校長故居
辛志平校長故居，又名辛公館，位於臺灣新竹市東區育賢里，約1922年建的新竹中學教職宿舍，2000年計畫拆除作停車場時因爲辛志平曾住過而保存，今列市定古蹟。

## 建物

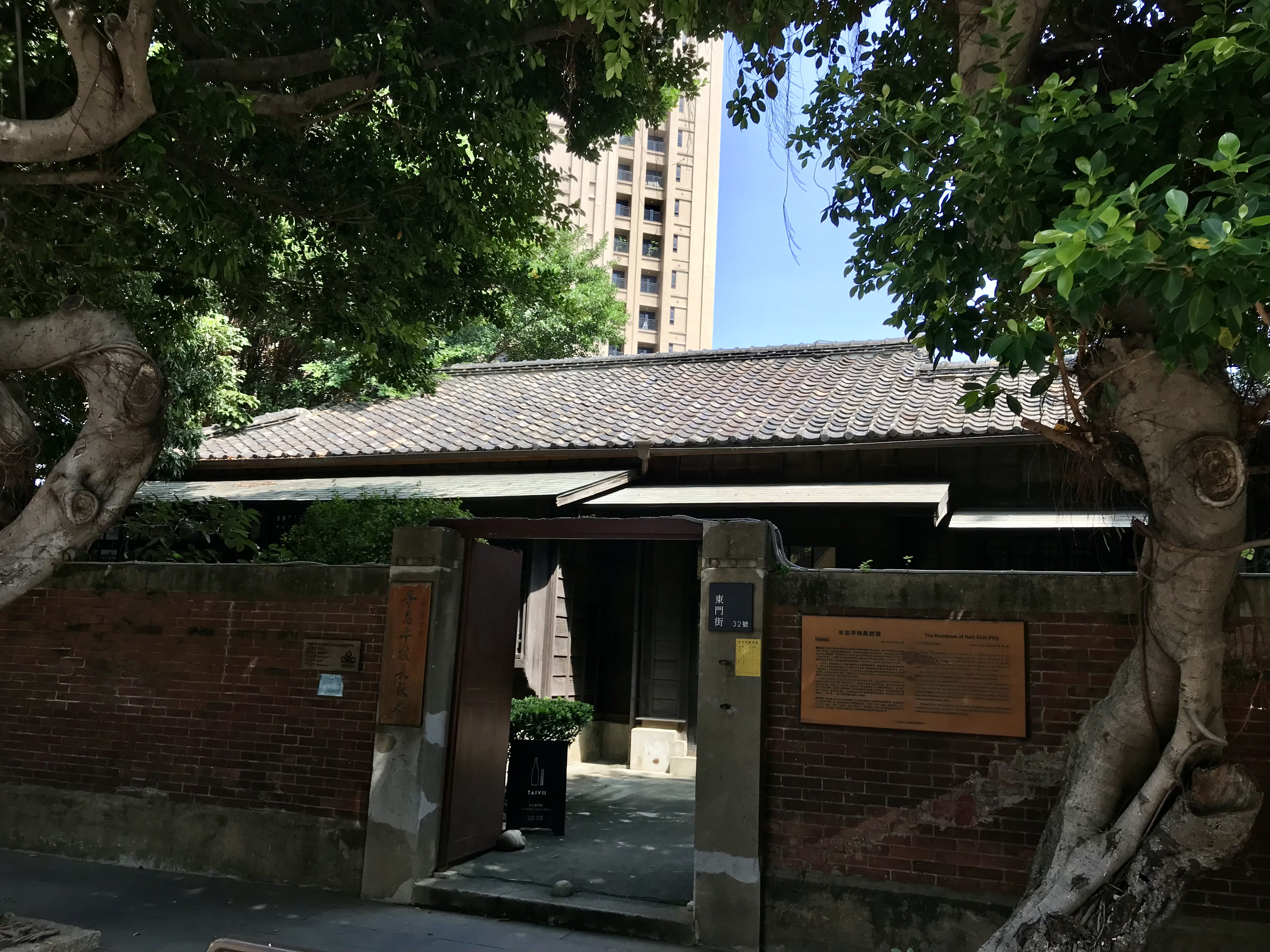
東門街側入口

辛志平在新竹中學擔任校長住的宿舍在竹塹城迎曦門不遠的東門街，方位坐北朝南。建築特徵為日式入母屋式屋頂，槢木牆為木編加石灰，加上真壁外覆雨淋板。100坪的內部設有玄關、客廳、次間、書齋、女中部屋、茶間、台所、洗面所、納戶、風呂、便所。裡面有辛志平招待客人的老沙發、他自己常坐的舊籐椅、大同電扇。飯廳一角擺設木頭櫃，可由此爬進上天花板躲藏。各居間原裝有疊蓆，為配合辛志平妻子養病，才改鋪甘蔗板與購置床鋪。
四周庭園環繞，約200坪，書齋窗外有種植竹林。宿舍後方為兩棟雙拼日式建物，屬於新竹中學訓導主任與教務主任宿舍。

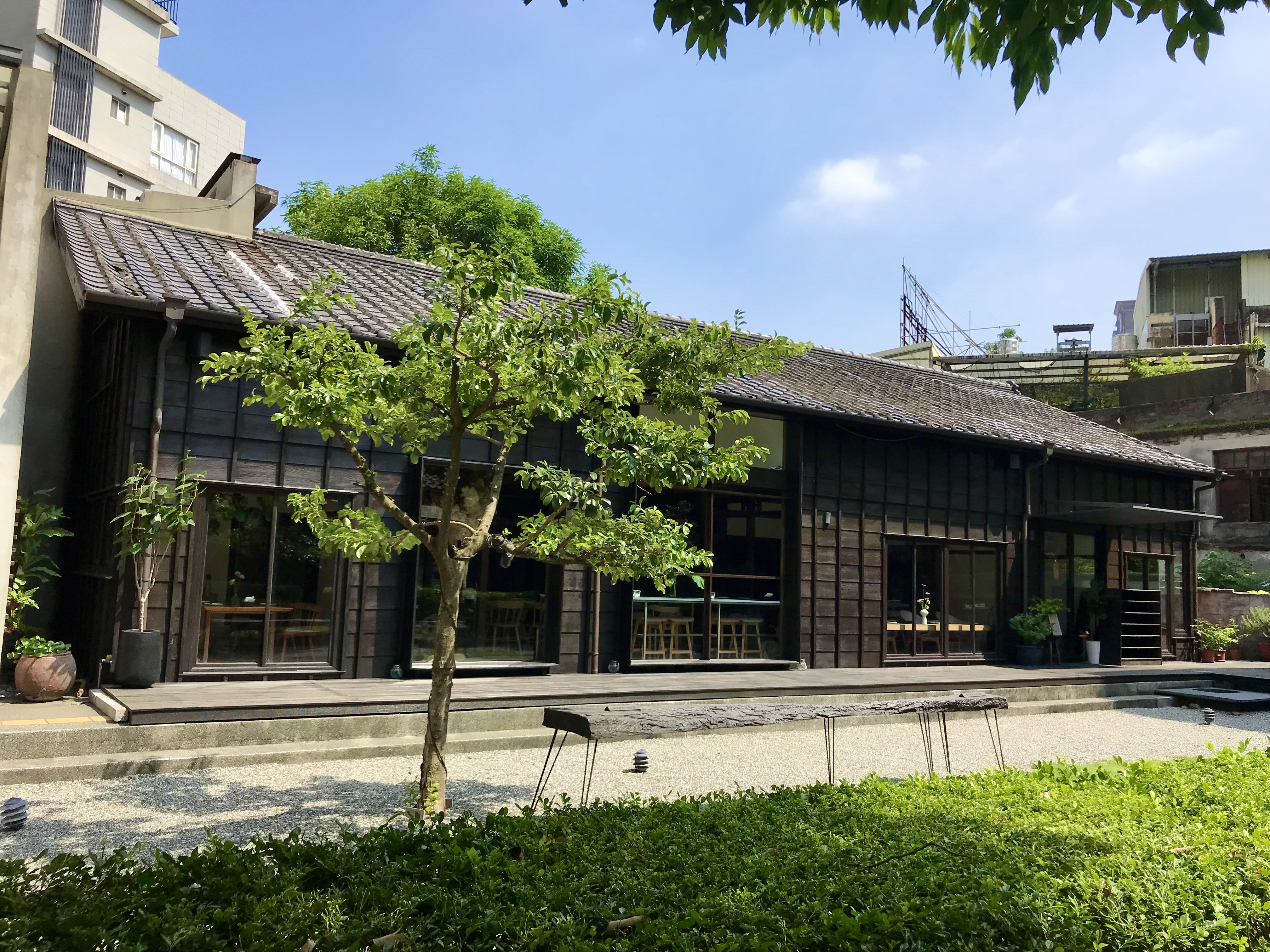
後棟主任宿舍

## 歷史

### 校長宿舍

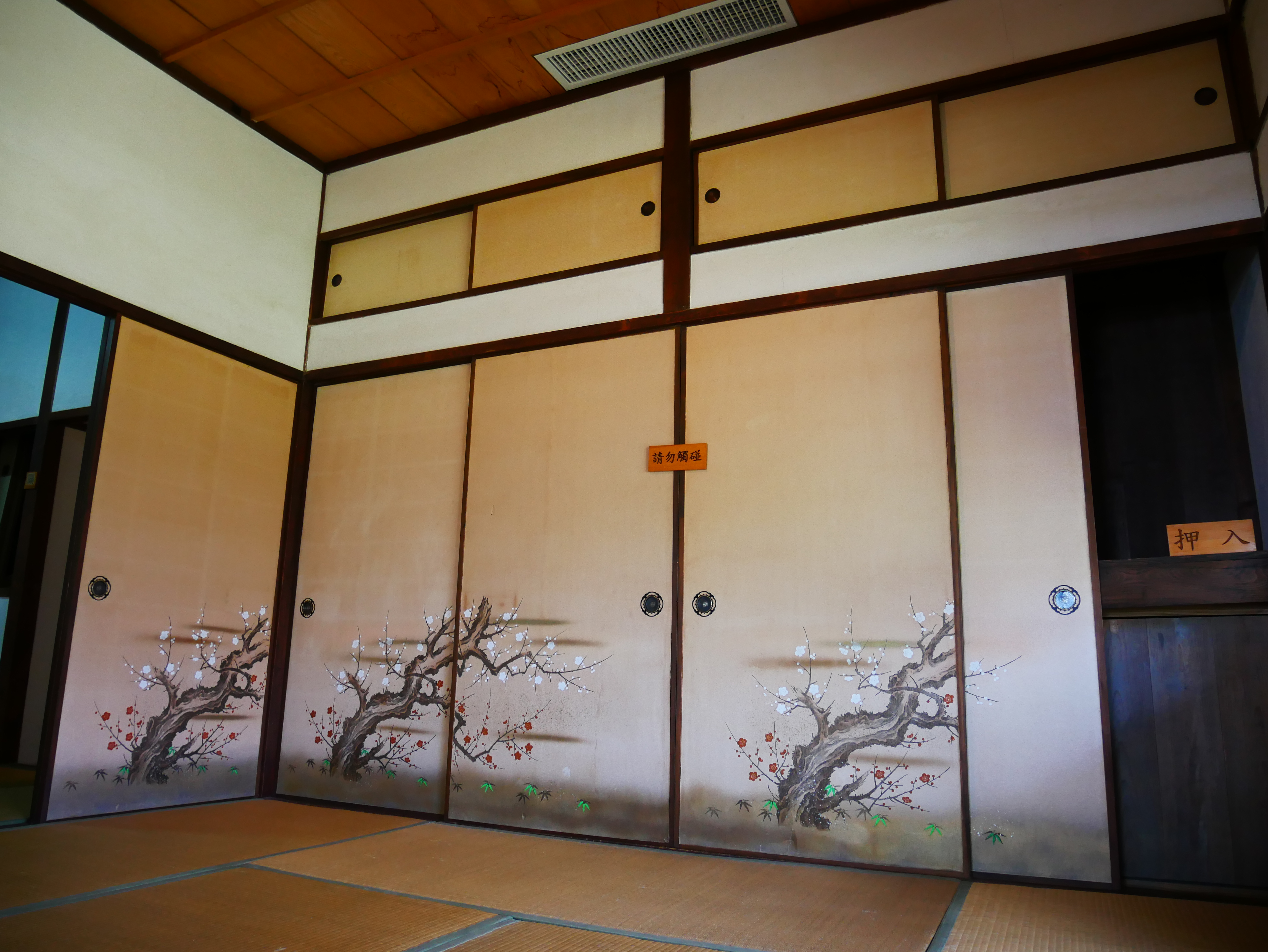
押入

辛志平校長故居並無文獻資料記載其創建年代，為新竹中學首任校長大木俊九郎時期完工，依該學沿革推測故居的創建年代應1922年。
當地的育賢里在日治時期行政區域為榮町，近新竹火車站、並有通往今為光復路的輕便車道。1924年，為方便桃竹苗的新竹女中女學生搭乘火車上下學，新竹中學搬遷到十八尖山、原址則改為女中，但竹中校長舍宿並未搬移。
在辛志平1945年入住前，此房有六位日籍校長輪流住過。二二八事件，新竹中學學生曾重郎率領同學到校長家中，以保護外省籍的辛志平。辛志平兒子辛三立回憶那時廿多名竹中學生排成一列擔任守衛，要他們全家從餐廳壁櫥逃到天花板上避禍。
辛志平長期免費提供清寒的學生住宿家中，吳伯雄兩位兄長讀竹中時曾暫住三年。張系國小說《昨日之怒》，就有描寫他住在此打地鋪的回憶。僑生畢業在臺灣讀大學時，逢農曆春節期間就會來此向辛志平拜年，也在此暫睡。
日久，建物地基下陷，必須墊高才不會淹水。張系國回憶，辛校長1945年至1985年病逝期間一直住在此棟傳統日式房內，因此這棟老宅被後世賦予特殊的歷史意義。

### 阻止拆除

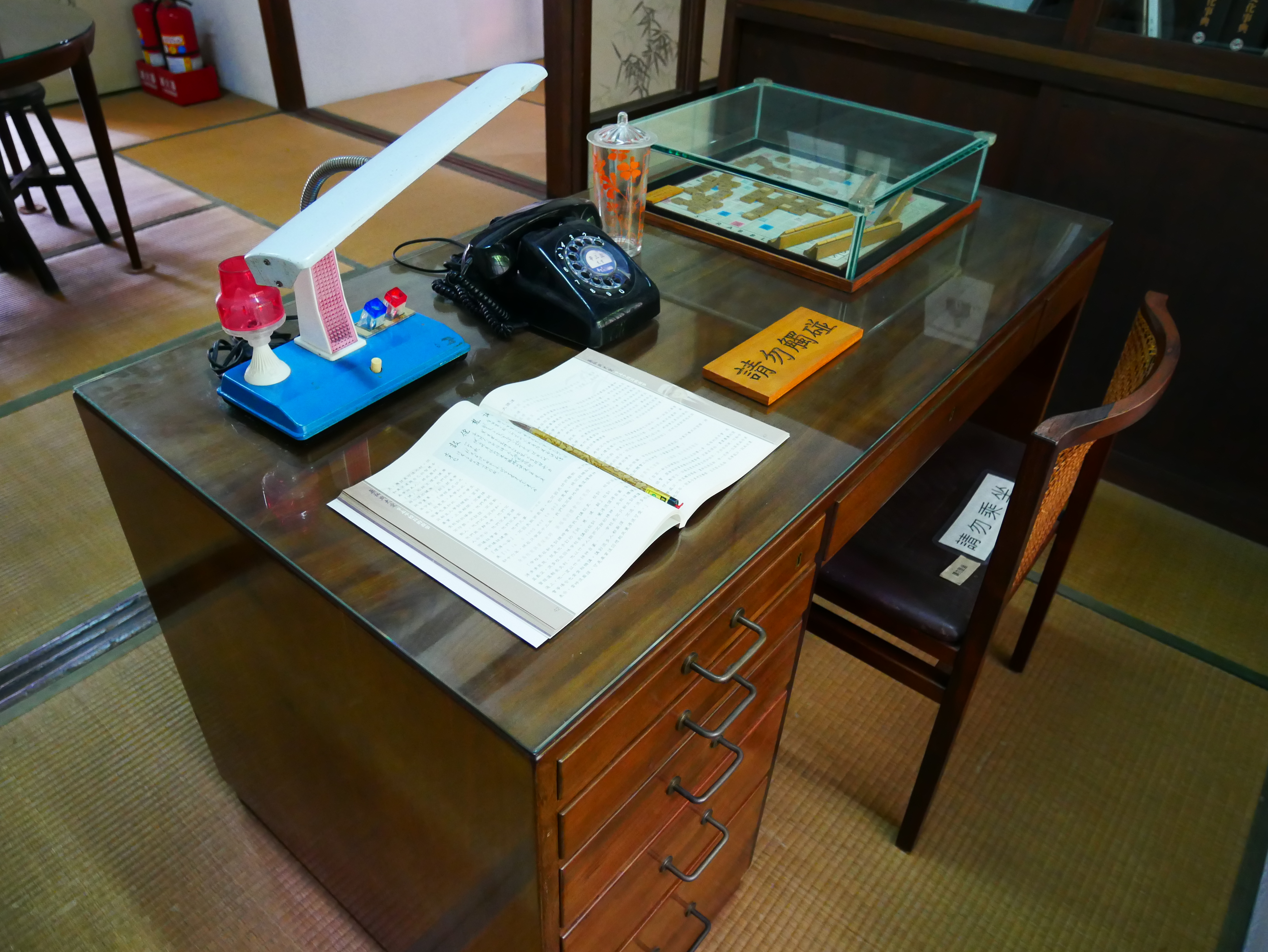
書房書桌

辛志平宿舍旁附近有東大陸橋停車場，但因交通問題，市府於1986年規劃將原地作為第九號停車場。1999年9月25日，新竹市火車站前SOGO百貨開幕後，附近中正路、中華路、東門街和東大路及東門城圓環一帶，交通更加繁忙。2000年1月14日，市長蔡仁堅宣布將在東門街34巷口建立有250個車位的九號停車場。為此，市府計畫於該年8月10日拆除此宿舍。
新竹市一群年輕人在協助空軍十一村保存後，因不願就此打散而組成木屋自造社，繼續投入於市區一些具有紀念價值木造古老建物的保存。2000年7月28日，時為新竹清華大學學生的木屋自造社成員吳佳穗、李建敏發起保留辛志平宿舍。蔡仁堅給予兩個月緩拆時間後，7月30日，木造社員先將建物木料編號整理，以計畫為來移居到新竹公園湖畔料亭旁。8月7日下午，新竹文化協會、竹中校友會、竹友搶救辛公館行動小組等民間團體，要求市長蔡仁堅簽下暫緩拆除同意書，但遭出席副市長楊子葆拒絕。
8月7日，李遠哲打電話給蔡仁堅，關切校長公館去留。新竹交通大學教授劉俊秀，認為此通電話是讓市府轉折的關鍵。

### 反對變更

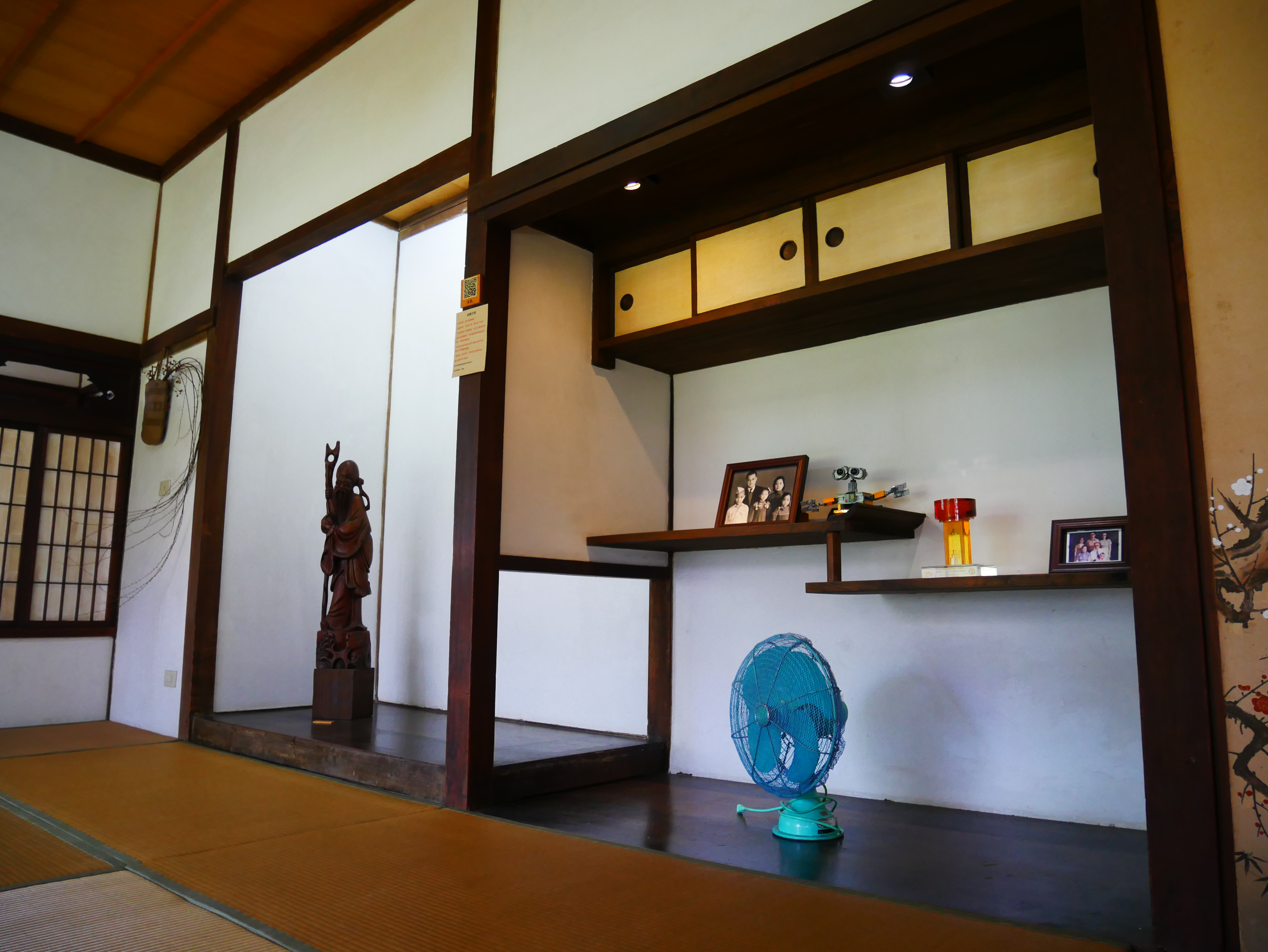
床間與床脇

為保留辛志平宿舍，市府計畫停車場變更為地下平面，只能停汽車27輛、機車58輛。2000年9月16日，竹友搶救辛公館行動小組舉行公聽會，反對地下開挖停車場，認為影響景觀、挖地會破壞故居的老樹。11月10日，辛三立同意市府做出地上建物、地下興建停車場的方案，但說自己不代表竹中校友。11月15日，副市長林正杰主持的新竹市市定古蹟評鑑審議會議上，審查委員李重耀、洪文雄、林會承、堀込憲二、黃瑞茂、葉乃齊、張德南等，一致贊同辛志平故居、香山車站、新竹高中劍道館、靖廬列為古蹟。12月2日，育賢里里長周本裕在市議員鄭劉淑妹陪同下到市政府，出示一份有84%里民贊同興建辛志平紀念館、及只有7%贊成興建地下停車場的民意調查數據。12月16日，文化局召開審查會上，與會委員認為地下停車場出入口會破壞景觀，因此反對。
2002年4月10日，台灣科技大學建築系副教授王惠君告知，辛志平故居已取消作為停車場，並由他規劃作人物紀念館。市府將故居旁的新竹縣政府住宅區用地，逕行變更為停車場用地。

### 文資修復

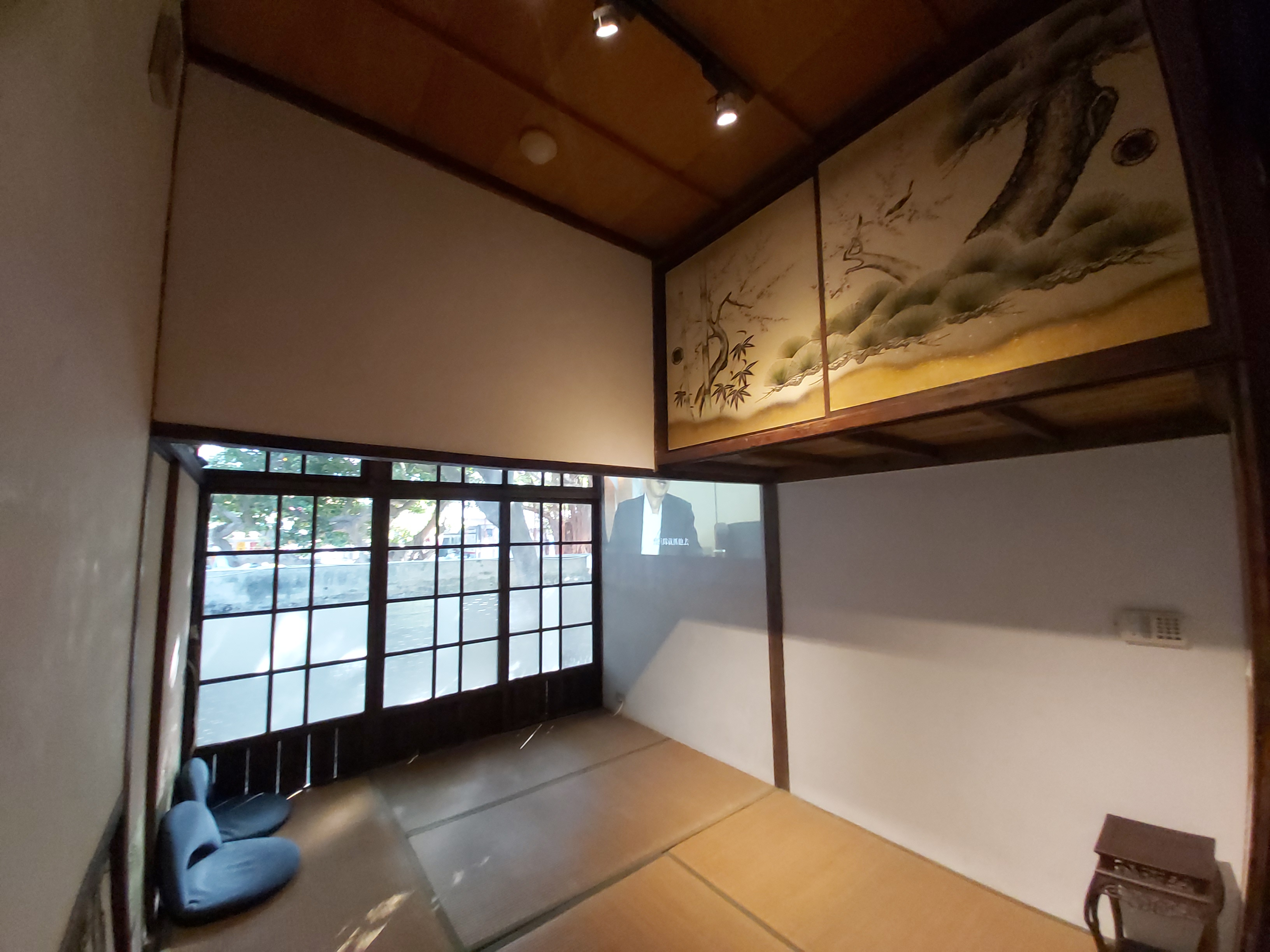
展覽

2002年7月12日，張系國舊地重遊時，辛公館關懷行動小組指責列為古蹟案已拖延近7個月，並當場和文化局長璩美鳳針鋒相對。17日上午7點20分許，辛志平故居後的兩棟竹中主任宿舍突然起火燃燒，造成東門街32之2號宿舍全毀、32之1號半毀。19日，市長林政則前往實勘辛志平故居後，要求市府相關單位一周內完成古蹟審定並辦理公告。8月1日，公告列入市定古蹟。8月21日，在辛三立及十餘名竹中校友見證下，林政則以市長身分親自將古蹟公告貼在該建物的木造門楣上。
2003年2月9日，林政則出席新竹中學年度會員大會，說明辛校長故居保存現況，並計畫以「教育哲人之家」之名納入新竹市博物館群，和影像博物館、玻璃工藝館、演藝廳等人文景點，一併規劃為市區文化之旅套裝行程。
修復上，建築師王惠君提出的工程修復建議書，於2004年5月4日通過。工程經費約1180萬元，建築師黃天浩負責修復。9月20日，市長林政則、文化局長林松、竹中校友會會長詹尚德、會員張福春與竹女校長張瑞成等人舉行動土典禮。2008年10月25日落成，由市府文化局雇員陳玉琦維護。
2011年6月10日，臺大醫院國際會議中心，辛志平校長故居獲「優良環境文化類│歷史空間保存與更新類」金質獎。

### 活化運用
2015年1月22日，舊是經典有限公司開始經營辛志平故居，作為文創市集、陶瓷推廣，並販售咖啡和輕食。2019年8月19日合約屆滿後，改由新橋餐飲集團的創謚公司營運。